# Кравченко Богдан Олександрович
Богда́н Олекса́ндрович Кра́вченко (нар. 29 грудня 1946, Гюнцбург, Німеччина) — канадський політолог українського походження, доктор суспільних наук, директор Канадського інституту українських студій (КІУС). Вдівець Соломії Павличко, зять Дмитра Павличка.

## Біографія

Могила дружини Богдана Кравченка Соломії Павличко на Байковому кладовищі в Києві (ділянка № 49а)

Здобув вищу освіту в Університеті Бішопа (Квебек) та в університетах Торонто та Глазго (Шотландія). Завершив вищу освіту званням доктора суспільних наук в (Оксфордському університеті).
Активіст українського студентського та багатокультурного рухів у Канаді в 1960—1970-х роках та голова Спілки українського студенства Канади (СУСК) у роках 1969—70. За словами Івана-Павла Химки, був «лідером української лівиці в Канаді» в цей період. Спільно з Марком Бойцуном, Романом Сенькусем, Галиною Фріланд, Христиною Хом'як, Мирославом Шкандрієм та іншими брав участь у виданні журналу «Діялог», гаслом якого було «За соціалізм і демократію в самостійній Україні».
З 1976 дослідник у КІУС (спеціальність: сучасна Україна та УРСР), а в 1986 — директор КІУС.
З 1997 року — почесний професор Києво-Могилянської академії.
З 2004 року — емігрував з України в Киргизстан, де став генеральним директором Університету Центральної Азії (на цій посаді до 2014 року)[уточнити].

## Праці
- Ukrainian Studies Courses at Canadian Universities. Edmonton, 1977;
- Dissidents in Ukraine before 1972: A Summary Statistical Profile // Journal of Ukrainian Studies. 1983. № 2;
- Hat eine marxististische Opposition in der Sowjetunion eine Zukunft? // Gegenstimmen. 1983. № 14–15;
- Національне відродження та робітнича кляса в Україні в 1920-х роках // Сучасність. 1984. № 1/2;
- Social Change and National Consciousness in Twentieth-Century Ukraine. New York, 1985;
  - Соціальні зміни і національна свідомість в Україні XX ст. / пер. з англ. В. Івашко, В. Корнієнко. — Київ: Основи, 1997. — 423 с. ISBN 966-500-003-9.
- Архівні матеріали з історії України в Канаді: Поперед. анотов. перелік. К.; Едмонтон, 1990;
- National Memory in Ukraine: The Role of the Blue and Yellow Flag // Journal of Ukrainian Studies. 1990. Vol. 15, № 1.

Співавтор Famine in Ukraine 1932—1933 (1986). Упорядник збірника Ukraine After Shelest (1983).